# Decirnos la verdad
«Decirnos la verdad» es una canción de la banda Meteoros. Esta canción está compuesta por Didi Gutman, Ale Sergi, Julieta Venegas y Cachorro López, al igual que producida por él. Fue lanzada en tiendas digitales el 24 de septiembre de 2015 pero su fecha oficial de lanzamiento fue el 25 de septiembre misma cuando inició la banda.

## Composición
La canción fue compuesta por todo los integrantes de la banda. La musicalización en teclados quedó a cargo de Didi Gutman, el bajo por Cachorro, la guitarra eléctrica fue por Ale Sergi al igual que la voz principal, guitarra acústica, coros y segunda voz por Julieta Venegas. La producción quedó a cargo de Cachorro.

## Lanzamientos
Después de que en el Facebook oficial de banda al igual por parte del de Sony Music Argentina comenzaran a dar indicios de #Meteoros iban a pasar fugazmente por la ciudad (Buenos Aires), el 24 de septiembre de 2015 se lanzó a la venta en tiendas digitales y el día siguiente 25 de septiembre fue su lanzamiento oficial.

## Vídeo musical
El vídeo lyric fue subido al Vevo oficial, lanzado el 25 de septiembre de 2015.
En una imagen a tonos grises subida por Cachorro López se ve a él mismo a Didi, Ale y a Julieta con vestuario de pantalones acampanados y cada uno tocando un instrumento arriba de un escenario, el cual podría ser una parte del vídeo.
El 30 de octubre se lanzó el vídeo oficial del tema en la cuenta VEVO de la banda.

## Lista de canciones
- Descarga digital[5]

1. "Decirnos la Verdad" – 3:09